# Kappa (virksomhed)
 For alternative betydninger, se Kappa (flertydig). (Se også artikler, som begynder med Kappa)
Kappa er et italiensk tøjfirma, der producerer sportstøj. Virksomheden blev stiftet i 1916 i Torino hvor deres hovedsæde stadig ligger.
De markedsfører sig bl.a. ved at sponsorere en række store fodboldklubber som VfL Wolfsburg, Torino og Borussia Mönchengladbach. Derudover har Kappa siden 2004 været bagsponsor for Brøndby IF (ikke trøjesponsor) og fra 2013 støttet Dansk Døve-Idrætsforbund.

## Eksterne links
- http://www.kappa.com

| Italien | Spire Denne artikel om et firma eller en virksomhed i Italien er en spire som bør udbygges. Du er velkommen til at hjælpe Wikipedia ved at udvide den. |